# Un matrimonio mostruoso
Un matrimonio mostruoso è un film italiano del 2023 diretto da Volfango De Biasi.
La pellicola è il sequel del film Una famiglia mostruosa del 2021. Lucia Ocone, presente nel primo film, è stata sostituita da Paola Minaccioni per il ruolo di Brunilde, mentre Lillo, Barbara Bouchet e Pippo Franco sono assenti dal cast (come i loro personaggi). Come ulteriori interpreti subentrano gli attori romani Ricky Memphis, Maurizio Mattioli e Greg.

## Trama
Il vampiro Vladimiro e la strega Brunilde sono alle prese con la scomparsa di Nando, il suocero di Adalberto morto sotto una colata di cemento armato a presa rapida. Questa tragedia ha riunito le due famiglie, quella umana di Luna, figlia di Nando, e quella formata da mostri di suo marito Adalberto.
Tutti i parenti sono affranti dalla perdita, ma non immaginano neppure lontanamente dove si trovi Nando, che non è finito nell'Aldilà, ma è in un lontano paradiso fiscale. L'unica persona a conoscenza della verità è sua moglie Stella, abbandonata senza neanche il becco di un quattrino e con una serie di debiti, che la donna deve riuscire a saldare. Stella, alla ricerca di un modo per ripagare i vari "buffi" del marito, approfitta della crisi matrimoniale che intercorre tra il consuocero Vladimiro e la moglie Brunilde. Il suo intento è farsi spazio nel cuore del vampiro e scalzare la strega, ma quest'ultima è pronta a tutto pur di mettere in salvo il suo matrimonio secolare.

## Distribuzione
Il film è stato distribuito nelle sale cinematografiche italiane a partire dal 21 giugno 2023.